# 大和（カリフォルニア）
『大和（カリフォルニア）』（やまと カリフォルニア）は、2018年4月より新宿K'sシネマを皮切りに全国公開された日本の映画。神奈川県大和市に存在する米軍厚木基地のかたわらで生きるラッパーの少女を描いたドラマ映画。出演は韓英恵、遠藤新菜、片岡礼子、内村遥など。

## キャスト
- 韓英恵 - 長嶋サクラ 役
- 遠藤新菜 - レイ・ゴールドマン 役
- 片岡礼子 - 長嶋樹子 役
- 内村遥 - 長島健三 役

## スタッフ
- 監督・脚本・プロデューサー: 宮崎大祐
- 撮影: 芦澤明子
- 照明: 小林誠
- 録音: 黄永昌
- 助監督: 堀江貴大
- 音楽: Lil' 諭吉、割礼、GEZAN、NORIKIYO
- 製作: DEEP END PICTURES
- 配給: boid

## 上映された主な映画祭
- 第20回タリン・ブラックナイト映画祭 パノラマ部門正式出品
- 第16回トランシルヴァニア国際映画祭2017 ユージュアル・サスペクツ部門正式出品
- 第45回モントリオールヌーボーシネマ2016 パノラマ部門正式出品
- 第12回大阪アジアン映画祭 コンペティション部門正式出品